# Camaquã
Camaquã là một đô thị thuộc bang Rio Grande do Sul, Brasil. Đô thị này có diện tích 1679,556 km², dân số năm 2007 là 60492 người, mật độ 36,02 người/km².